# 뿔제비갈매기
뿔제비갈매기는 도요목 갈매기과의 새이다.

## 생김새
부리는 전체적으로 노랑색이며 끝부분이 까맣다. 여름깃은 머리 위가 검은색이고 겨울깃은 이마에서 머리꼭대기 부분이 하얀색으로 바뀐다.
어린새는 등과 날개에 검은 반점들이 있다.

## 분포
중국 지역과 우리나라를 포함하여 5개의 섬(Jiushan Islands,Wuzhishan Islands,Matsu Islands,Penghu Islands, 칠산도)에서만 번식하고, 주로 인도네시아 동쪽과 필리핀에서 월동을 한다.

## 보전현황
1937년 이후 63년간 멸종된 것으로 추정되었다. 그러나 2000년에 중국의 Matsu Islands에서 4쌍의 번식 개체가 발견된 이후 중국의 일부 섬에서 소수의 개체가 번식하는 것이 알려졌다. 대한민국에서는 2016년 4월 국립생태원의 무인도서 자연환경조사 과정에서 전남 영광군 육산도에서 번식하는 것을 처음으로 발견했다. 2016년 발견 이후 2021년까지 5번 번식에 성공하였다. 중국에서 알려진 주요 번식 실패 요인으로 사람들의 간섭, 알 발생단계에서의 폐사, 태풍, 큰제비갈매기와의 교잡 등이 있는데 대한민국의 육산도는 출입통제, 태풍에 의한 피해, 교잡의 위험도 없는 등 서식 여건이 유리하다. 그러나 괭이갈매기와의 영역다툼, 서식환경 변화, 번식지의 매몰 등이 번식 위협요인으로 작용할 수 있어서 환경부와 국립생태원이 지속적으로 살펴볼 예정이다.
현재 전 세계 뿔제비갈매기 개체 수는 100마리 미만이다.